# La casa del sortilegio
Série Le case maledette
La casa delle anime erranti
(2000)
Pour plus de détails, voir Fiche technique et Distribution.
La casa del sortilegio est un téléfilm fantastique d'horreur italien tourné en 1989 par Umberto Lenzi, non diffusé, et finalement sorti en 2000 directement en vidéo.

## Fiche technique
Sauf indication contraire, les informations mentionnées dans cette section peuvent être confirmées par la base de données cinématographiques IMDb,  présente dans la section « Liens externes ».
- Titre original : La casa del sortilegio
- Réalisateur : Umberto Lenzi
- Scénario : Umberto Lenzi
- Photographie : Giancarlo Ferrando (it)
- Montage : Alberto Moriani (it)
- Décors : Franco Velchi (it)
- Musique : Claudio Simonetti
- Costumes : Valentina Di Palma
- Effets spéciaux : Giuseppe Ferranti
- Producteur : Renato Fiè, Massimo Manasse, Marco Grillo Spina
- Sociétés de production : Reteitalia, Dania Film
- Pays de production :  Italie
- Langue de tournage : italien
- Format : Couleurs - 1,85:1 - Son stéréo - 35 mm
- Durée : 83 minutes
- Genre : Horreur fantastique
- Date de sortie :
  - Italie : 2000

## Distribution
- Andy J. Forest : Luca Balmas
- Sonia Petrovna : Marta Balmas
- Susanna Martinková : Elsa Balmas
- Marina Giulia Cavalli (it) : Sharon Mason
- Maria Stella Musy (it) : Debora Balmas
- Paul Müller : Andrew Mason
- Alberto Frasca : Steven
- Maria Cumani Quasimodo (it) : La sorcière
- Tom Felleghy : L'inspecteur de police

## Production
La casa del sortilegio est le quatrième et dernier d'une série de téléfilms intitulée Le case maledette. Produite par Luciano Martino, la série devait à l'origine comporter six épisodes réalisés par trois réalisateurs de gialli italiens, Lenzi, Lucio Fulci et Lamberto Bava. Du fait d'autres engagements, Bava renonce au projet. Il est remplacé par Marcello Avallone qui abandonne bientôt lui aussi, ce qui fait que seuls quatre films verront le jour. Fulci réalisera La casa nel tempo et La dolce casa degli orrori tandis que Lenzi réalisera La casa delle anime erranti et La casa del sortilegio.

## Diffusion
Comme les autres téléfilms de la série Le case maledette, La casa del sortilegio devait être diffusé en Italie par Reteitalia, l'ex-filiale de Mediaset. Mais la chaîne a renoncé à la diffusion, sous prétexte que le contenu était trop violent. Les droits de diffusion ont alors été vendus internationalement. Les téléfilms ne sont sortis en Italie en vidéocassette qu'en 2000, en version totalement non censurée, grâce à l'effort du magazine Nocturno Cinema. Ils ont été diffusés sur la télévision italienne par satellite Zone Fantasy (it) en 2006. Un DVD du film sous le nom The House of Witchcraft est sorti le 17 mars 2003 au Royaume-Uni chez Vipco, un autre sous le nom Ghosthouse 4 - Haus der Hexen est sorti en Allemagne  le 10 août 2004,